# Malang
Pour l’article homonyme, voir Kabupaten de Malang.
Malang est une ville d'Indonésie, la deuxième de la province de Java oriental. Elle a le statut de kota.
Malang était le lieu de repos préféré des planteurs européens à l'époque coloniale. Les vieux habitants de la région la surnomment le "Paris de Java oriental".
Malang a une superficie de 145 km2 et une population de près de 890 000 habitants en 2016. L'agglomération compte près de 3 millions d'habitants.
La ville est le siège du diocèse de Malang avec la cathédrale Notre-Dame-du-Mont-Carmel.

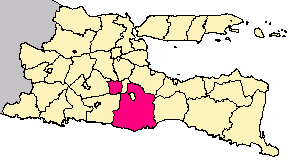
Le kabupaten de Malang dans Java oriental. En ocre au milieu, la ville de Malang proprement dite.

## Histoire
Une inscription découverte dans le village de Dinoyo, à 5 km à l'ouest de Malang, datée de 760 apr. J.-C., annonce que le roi Gajayana de Kanjuruhan a fondé un temple dédié à Agastya, un sage hindou. Il s'agit vraisemblablement du temple de Badut qui se trouve dans le village de Kejuron (forme moderne de Kanyuruhan), au nord-ouest de Malang.
À l'époque du royaume de Singasari (1222-1292), Malang est située en son centre. À l'époque de Majapahit, Singasari n'est plus qu'un nagara (province).
En 1614, Malang est conquise par le royaume de Mataram.
En 1879, une voie ferrée est construite, reliant Malang à Surabaya, aujourd'hui capitale de Java oriental.
Le 1er octobre 2022, une bousculade éclate dans le stade Kanjuruhan (en) à la suite de l'envahissement du terrain par les supporters d'Arema FC, faisant 135 morts.

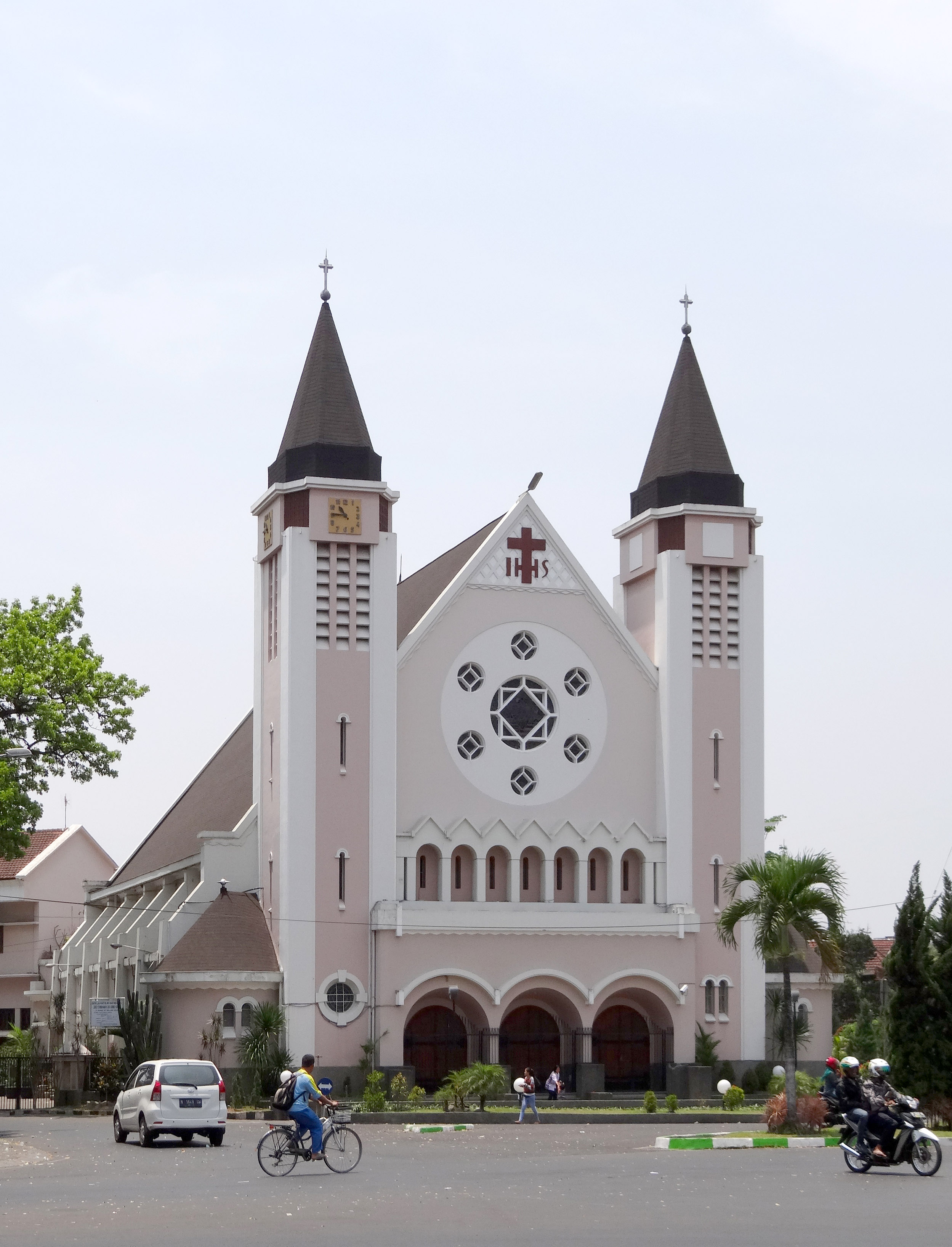
La cathédrale de Malang.

## Culture

### Cuisine
La ville de Malang est reconnue pour ses nombreuses spécialités culinaires à des prix abordables. On peut y retrouver de nombreux types de cuisines telles que la cuisine javanaise, la cuisine chinoise, la cuisine arabe et la cuisine européenne.
Parmi les spécialités originaires de Malang il y a le Bakso, le Rujak et le Rawon.

### Sport
À Malang évolue le Arema FC qui est un des clubs historiques du Championnat d'Indonésie de Football. Le club joue au Stade Kanjuruhan dans le sud de la ville.
Il y a aussi le Persema Malang qui joue en troisième division et évolue au Gajayana Stadium en plein centre-ville. 

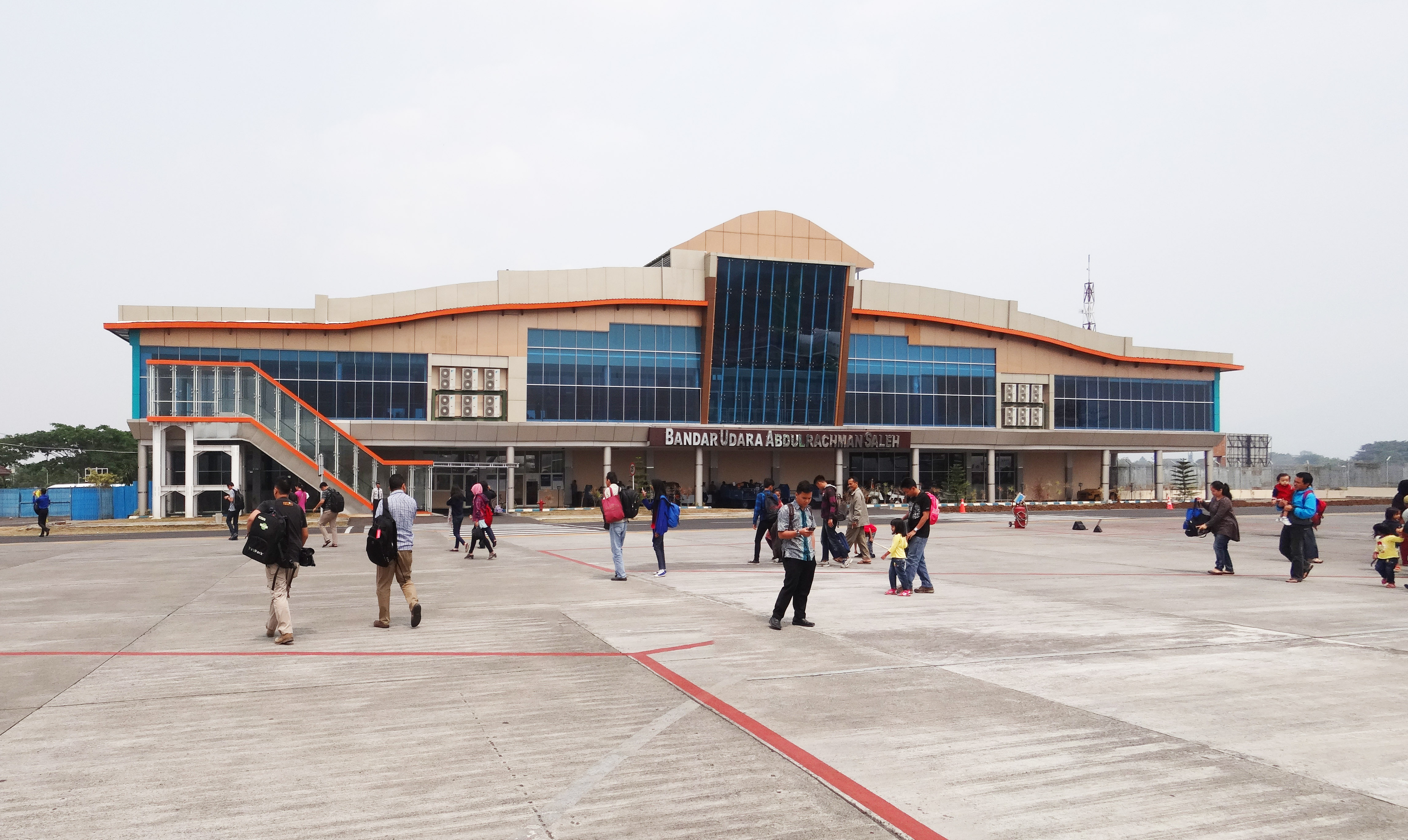
Aéroport Abdul Rachman Saleh vu de la piste d'atterrissage.

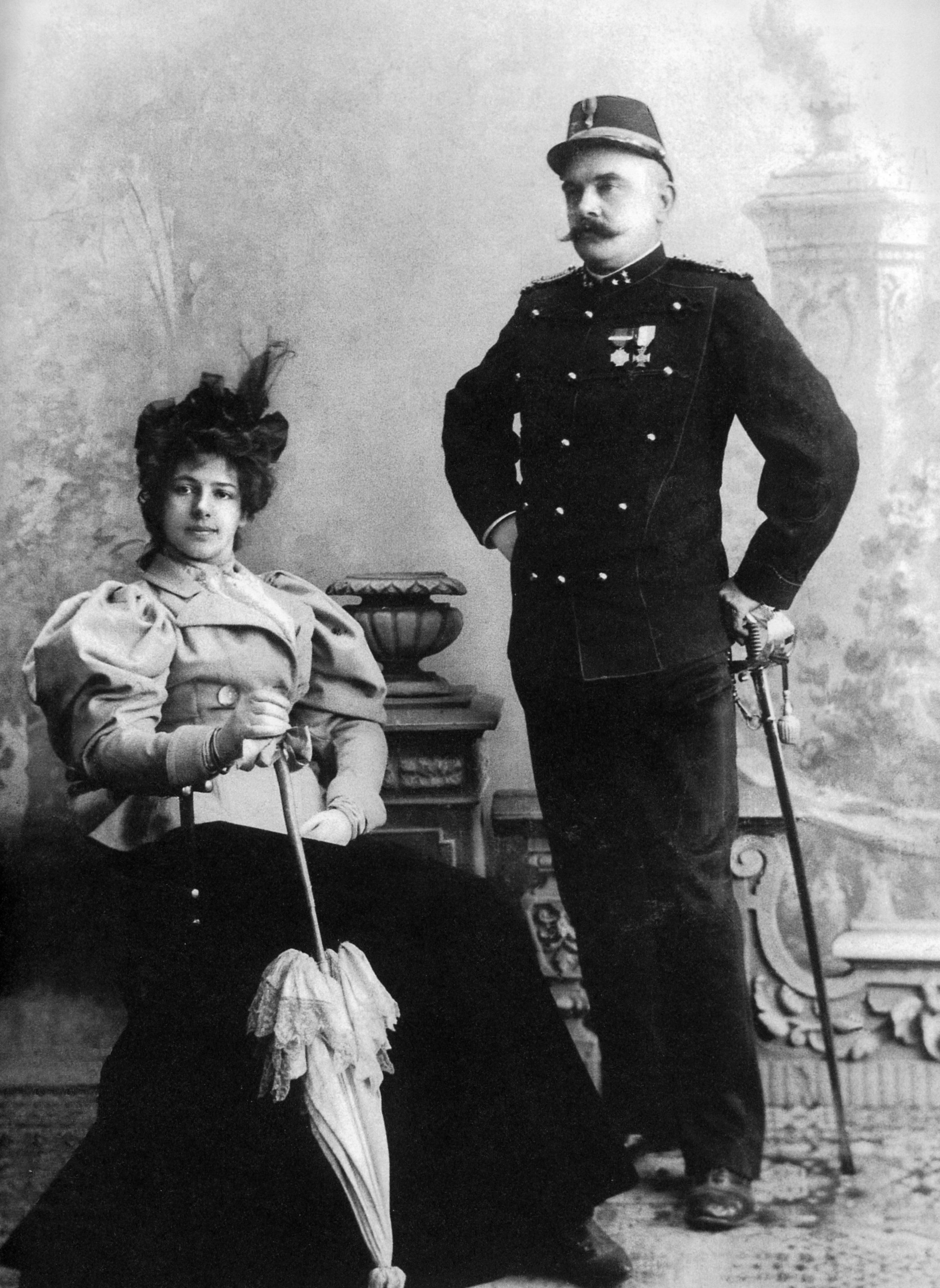
Margaretha et Rudolph Mac Leod à Malang en 1897.

## Transport
L'aéroport Abdul Rachman Saleh est desservi par les compagnies Citilink, Garuda Indonesia, Sriwijaya Air, qui relient Malang à Jakarta, et Wings Air, qui la relie à Denpasar à Bali.

## Architecture
De l'époque coloniale, Malang a gardé de nombreuses édifices religieux :
- Mosquée Jami[2].
- Église du Sacré-Cœur (Gereja Hati Kudus Yesus)[3].
- Cathédrale Sainte-Thérèse (Gereja Ijen ou Katedral Santa Theresia)[4].
- Temple chinois Eng An Kiong[5].

## Personnalités
De 1898 à 1903 vécut à Malang Rudolf Macleod, un officier néerlandais, et son épouse Margaretha Geertruida Zelle qui deviendra célèbre sous le nom de Mata Hari. C'est là que la jeune femme apprendra la danse javanaise qui la rendit célèbre dans les cabarets parisiens dès son retour en Europe.
Ratna Indraswari, écrivaine et militante tétraplegique, est née à Malang et y a vécu toute son enfance.